# Dean Phillips
Dean Benson Philips (ur. 20 stycznia 1969 w Saint Paul) – amerykański biznesmen i polityk Partii Demokratycznej, od 2019 roku członek Izby Reprezentantów. 

## Życiorys

### Młodość, edukacja i kariera biznesowa
Urodził się jako syn Arthura Pfefera, amerykańskiego wojskowego, który zginął parę miesięcy po narodzinach Deana w katastrofie helikoptera podczas wojny w Wietnamie. W 1972 jego matka ponownie wyszła za mąż za Edwarda Philipsa, prezesa firmy Philips Distilling Company produkującej alkohole. 
Pod koniec 1989 odbywał staż u senatora Patricka Leahy. W 1991 uzyskał tytuł licencjata z urbanistyki na Uniwersytecie Browna. Po studiach pracował dla firmy rowerowej, a później w firmie Philips Distilling. W 1993 odbył z ojczymem podróż służbową do Polski, która zaowocowała umową na import do Stanów Zjednoczonych wódek marki Belvedere i Chopin. W 2000 uzyskał tytuł MBA na Uniwersytecie Minnesoty. W tym samym roku został dyrektorem generalnym firmy Philips Distilling. 
W 2012 ustąpił ze stanowiska dyrektora generalnego. Wkrótce zajął się zarządzaniem małą firmą Talenti produkującą lody gelato, która szybko urosła. W 2014 Talenti zostało wykupione przez międzynarodowy koncern Unilever. Później otworzył kawiarnię w Twin Cities.

### Kariera polityczna

#### Izba Reprezentantów
W 2018 roku wystartował z ramienia Demokratów w wyborach do Izby Reprezentantów z trzeciego okręgu stanu Minnesota, czyli przedmieść Minneapolis. Zdobył 55,6% głosów. Był pierwszym demokratą od ponad pięćdziesięciu lat, który został wybrany na urząd z tego okręgu. W Izbie zasiadał w komisji ds. małych przedsiębiorstw i w komisji spraw zagranicznych.
Z powodzeniem ubiegał się o reelekcję w wyborach do Izby w wyborach w 2020 i w 2022 roku. 24 listopada 2023 ogłosił, że nie będzie ubiegać się o ponowny wybór.

#### Wybory prezydenckie w 2024
27 października 2023 w New Hampshire ogłosił chęć kandydowania w wyborach prezydenckich w 2024 roku rzucając wyzwanie prezydentowi Bidenowi o nominację Demokratów. Philips swoją chęć kandydowania przeciw Bidenowi (pomimo deklarowanego szacunku) uzasadnia zaawansowanym wiekiem prezydenta, który negatywnie odbija się w sondażach poparcia. 6. marca 2024 zrezygnował ze startu w wyborach zawieszając swoją kampanię.

## Poglądy polityczne
Określa się jako fan polityki Bidena, konsekwentnie głosował w Izbie za propozycjami prezydenta. Jednak wbrew Bidenowi, popiera ustawę Medicare For All, która zakłada utworzenie państwowego programu ubezpieczeń zdrowotnych i powszechniejszy dostęp do opieki zdrowotnej. Popiera powszechny dostęp do aborcji.
Po wybuchu wojny Izraela z Hamasem, stwierdził że konieczne jest dalsze wspieranie Izraela przez USA. Zaznaczył także, że konflikt Izraela i Palestyńczyków powinien zostać zakończony rozwiązaniem dwupaństwowym. 

## Życie prywatne i majątek
Żonaty, ma dwie dorosłe córki. Jest Żydem. Jest jednym z najbogatszych członków Izby Reprezentantów, jego majątek szacowany jest na ponad 120 milionów dolarów.